# Смирнови (Істобенське сільське поселення)
Смирно́ви (рос. Смирновы) — присілок у складі Орічівського району Кіровської області, Росія. Входить до складу Істобенського сільського поселення.
Населення становить 7 осіб (2010, 19 у 2002).
Національний склад станом на 2002 рік — росіяни 100 %.